# Суцільна система розробки корисних копалин

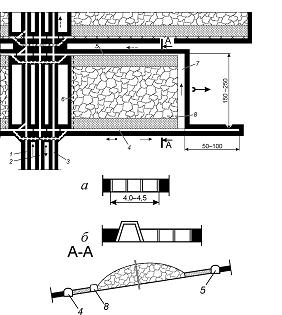
Суцільна система розробки лава-поверх (лава-ярус): а – розрізна піч; б – розрізний хідник; 1 – допоміжний бремсберґ; 2 – капітальний (панельний) бремсберґ; 3 – вентиляційний хідник; 4, 5 – відповідно, транспортний і вентиляційний поверхові (ярусні) штреки; 6 – розрізна піч (хідник); 7 – лава; 8 – бутовий штрек.

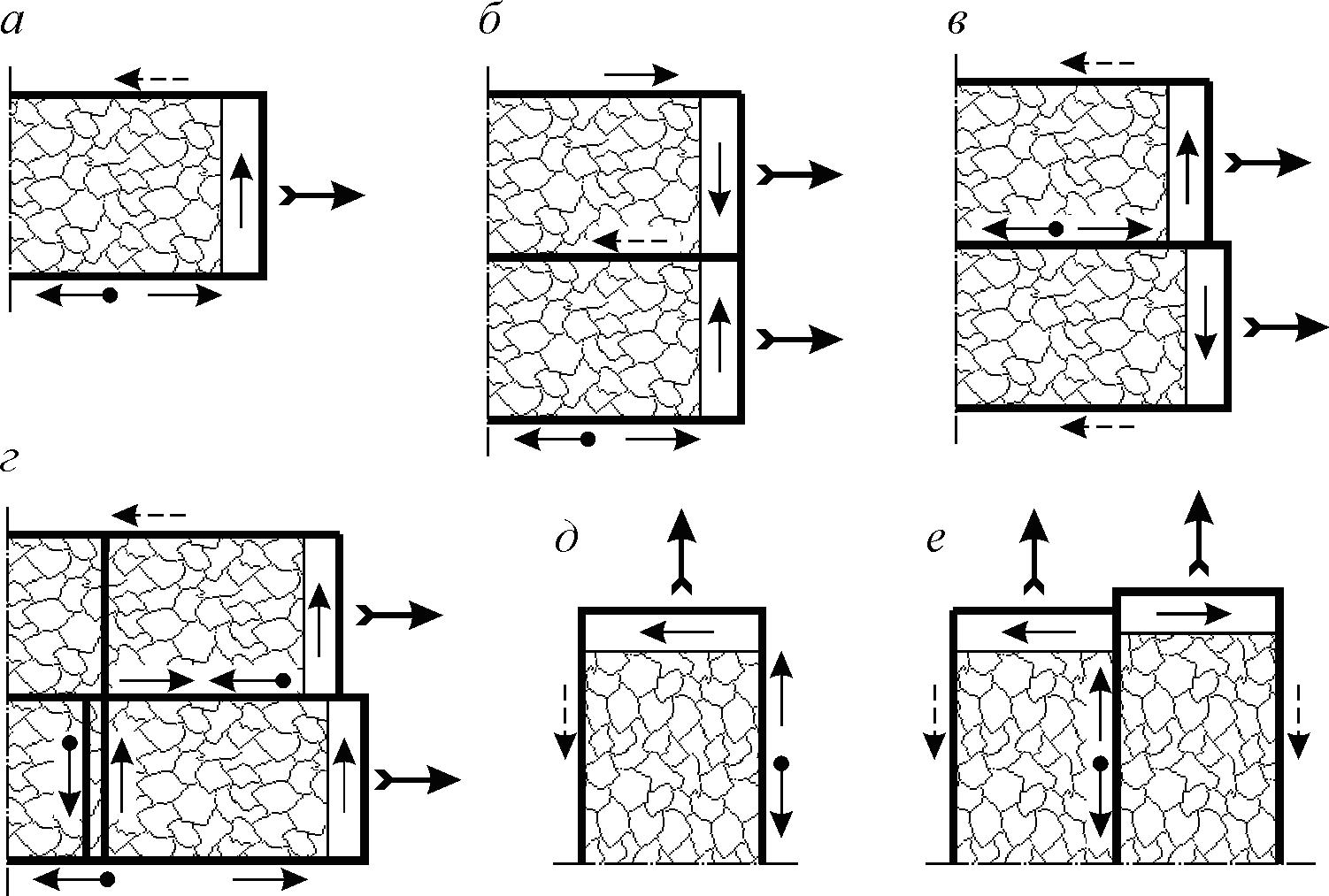
Різновиди суцільної системи розробки: а – лава-поверх (ярус); б – лава-поверх (ярус) із середнім вентиляційним штреком; в – зі спареними лавами в поверсі (ярусі); г – з поділенням поверху (ярусу) на підповерхи (під'яруси); д, е – з виїмкою лавами за підняттям, відповідно, однарними і спареними.

Суцільна система розробки корисних копалин – 
- 1) При підземній розробці вугільних родовищ – одночасне проведення підготовчих виробок та очисного виймання вугілля в межах вийманого поля, стовпа чи яруса. Попереднього оконтурювання запасів виробками немає. Для створення сприятливих умов для вантажних і маневрових робіт транспорту вибій відкатного штреку може випереджати очисний вибій.
- 2) При підземній розробці рудних корінних родовищ полягає у виїмці к.к. в шахтному полі без розділення його на блоки, єдиним вибоєм, з підтримкою покрівлі ціликами або кріпленням найпростіших видів (при невеликій потужності покладів). Розробляються родовища зі стійкою покрівлею і вмісними породами при потужності рудних тіл до 15-20 м, куті падіння до 40о.
- 3) При підземній розробці розсипних родовищ корисних копалин полягає у відпрацюванні шахтного поля лавами без розділення його на окремі стовпи з підтримкою виробленого простору кріпленням і ціликами або з плавною посадкою покрівлі. Застосовується в осн. при розробці неглибоко залягаючих (до 12-15 м) багатолітньомерзлих розсипів з стійкою покрівлею. Довжина вибою-лави не перевищує 40-50 м. Відбійка мерзлих пісків ведеться буропідривним способом.